# Groentenmarkt (Gent)

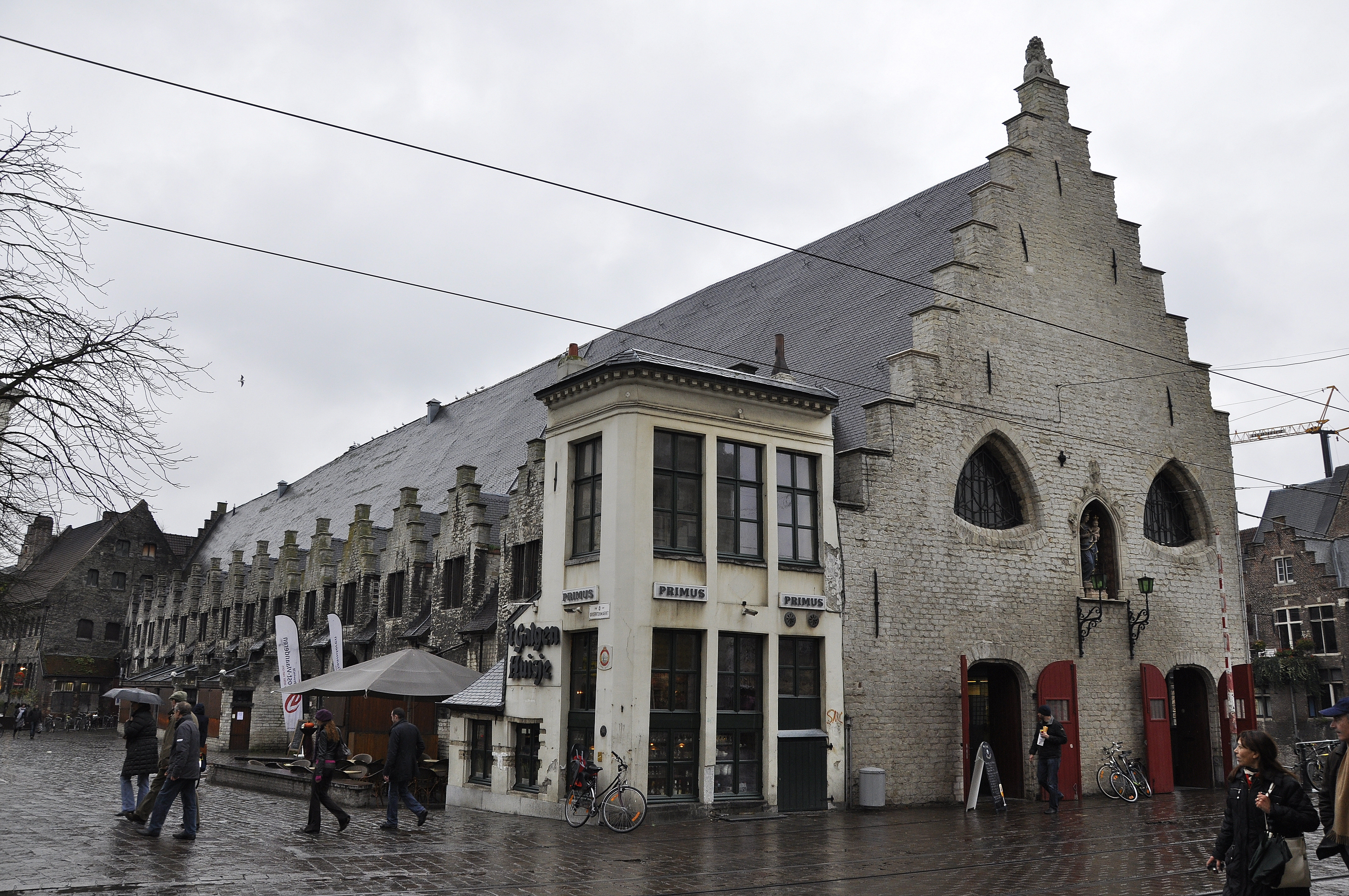
Groot Vleeshuis aan de Groentenmarkt

De Groentenmarkt is een plein in het historisch stadscentrum van Gent. Aan het plein is sinds 1251 het Groot Vleeshuis gelegen. Het oorspronkelijk houten bouwwerk werd in het begin van de 15e eeuw door het huidige gebouw vervangen. Op het plein was vroeger veemarkt en later, van 1366 tot 1689 vismarkt, waar het Viskopershuis nog naar verwijst. Die vismarkt verhuisde later naar het Sint-Veerleplein en kreeg uiteindelijk onderdak in het gebouw op dat plein dat men nu de oude vismijn noemt. 
De vroegere naam van de Groentenmarkt was dan ook de Vismarkt.

## De Groentenmarkt als executieplaats
Ooit bakenden vier houten geselpalen de markt af. Sire Gheleyn van Maldeghem, die privileges van de Gentenaren had geschonden, moest als straf de houten palen door stenen exemplaren vervangen. De zuil, in 1926 in het midden van het Sint-Veerleplein geplaatst, met bovenaan een gekroonde leeuw verwijst hier naar en wordt Sire van Maldegem genoemd. De zuil is een aandenken, aangeboden aan de organisatoren van de Wereldtentoonstelling van 1913.

## De Groentenmarkt als haven

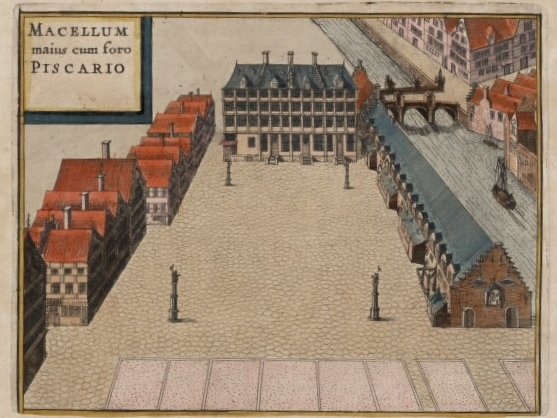
De Groentenmarkt in 1641, toen het nog de Vismarkt heette (afbeelding uit Flandria illustrata)

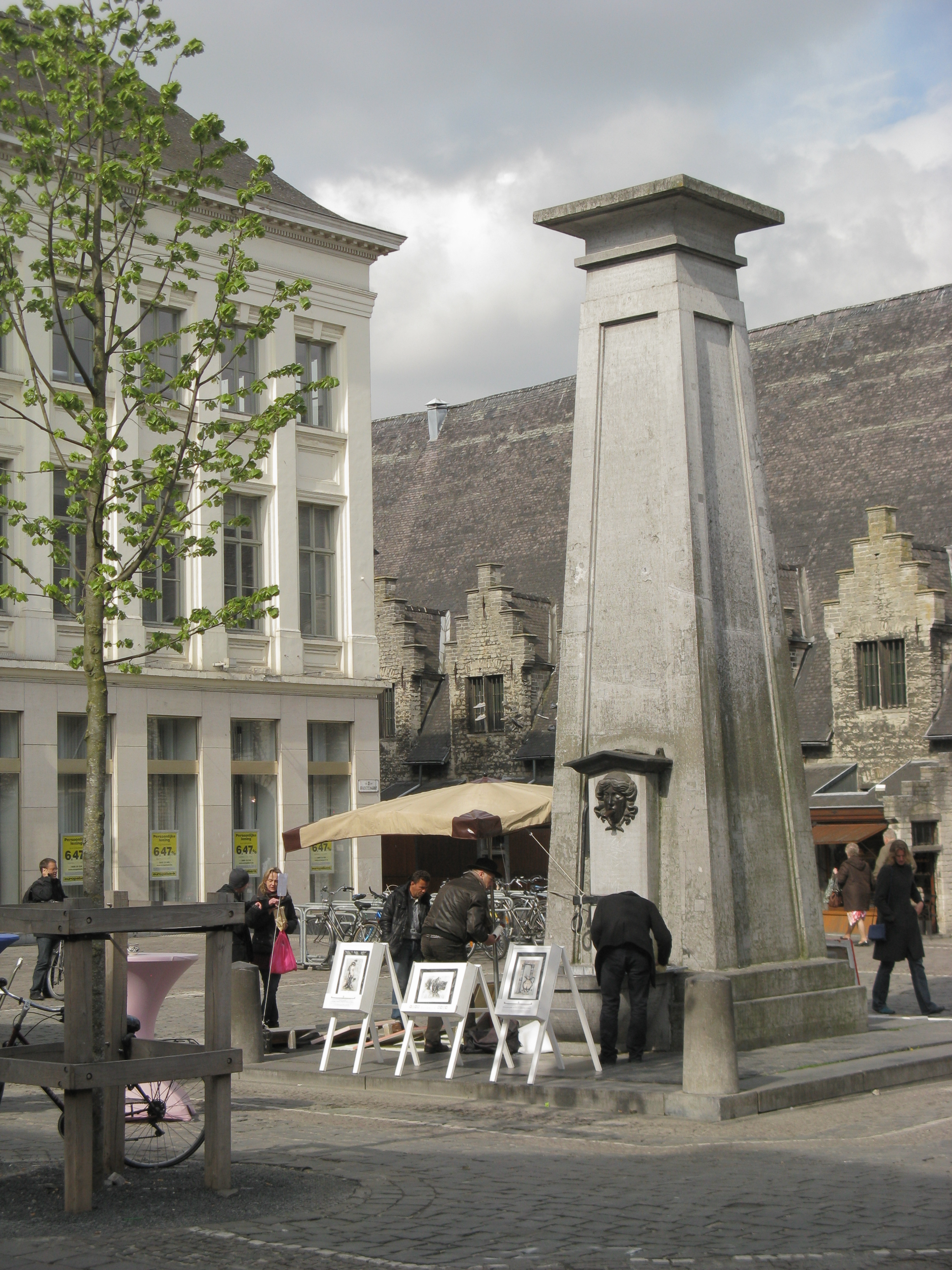
Waterpomp op Groentenmarkt

In 1812 plaatste men een 8 m hoge arduinen pomp in empirestijl in de vorm van een obelisk in het midden van het plein. De waterpomp in blauwe hardsteen werd gebouwd door Jean-Baptiste van de Cappelle naar een ontwerp van bouwmeester Pierre-Jean de Broe. Bij het graven van de pompput vond men een stuk kaaimuur, wat er op wijst dat vroeger boten aanlegden en het plein via een kanaaltje, dat onder het vleeshuis liep, in verbinding stond met de Leie achter het Vleeshuis.
Tramlijn 1 doet ook dit plein aan als halte tussen de Korenmarkt en het Sint-Veerleplein. De eerste vestiging van de Belgische Europabank werd op 31 maart 1965 op dit plein geopend.